# Physalaemus cuvieri
Physalaemus cuvieri és una espècie de granota que viu a l'Argentina, el Brasil, el Paraguai i, possiblement també, a Bolívia, Guyana, l'Uruguai i Veneçuela.
Està amenaçada d'extinció per la pèrdua del seu hàbitat natural.